# Masashi Tashiro
Masashi "Marcy" Tashiro (Japans: 田代まさし, Tashiro Masashi) (Karatsu, 31 augustus 1956) is een voormalige Japanse televisieartiest, voormalige lid van Rats & Star. Hij zong als een tenor in Rats & Star, verscheen als een televisieartiest op vele televisieprogramma's en leidde een film na hun scheiding.

## Carrière

### Succes
Nadat hij afgestudeerd was van de middelbare school, maakte Tashiro zijn debuut als lid van de Japanse doo-wop groep genaamd The Chanels. Deze groep werd in 1980 opgericht door Masayuki Suzuki en Nobuyoshi Kuwano. 3 jaar later werd de groepsnaam veranderd naar Rats & Star wegens verwarring met de Franse band Chanel. Tashiro werd ook bekend dankzij de Japanse televisieserie The Best Ten. Ook publiceerde hij een LP, Nījima no Densetsu (新島の伝説 De legende van Niijima eiland) als soloartiest.
Toen Rats & Star uiteenging, werd Tashiro als komiek ontdekt door Ken Shimura, zelf lid van de groep The Drifters. Als televisiekomiek kreeg hij de bijnaam "Koning van Woordspeling" (ダジャレの帝王 Dajare no Teiō). Niet alleen trad hij op in verschillende reclamespotjes, ook regisseerde hij een film.

### Beschuldigingen
Op 24 oktober 2000 werd Tashiro gearresteerd voor het gluren onder een vrouw haar rok met een camcorder. Hij kreeg hiervoor een boete van 50,000 yen. Toen hem achteraf gevraagd werd waarom hij dat gedaan had, antwoordde hij dat hij bezig was met een komische film genaamd "Een octopus in een minirok" (ミニにタコができる Mini ni Tako ga Dekiru). Deze opmerking werd beroemd in de Japanse media.

### Andere verdenkingen van onwettige video-opnames
Tashiro presenteerde een sportprogramma samen met de actrice Norika Fujiwara. Achteraf werd bekend dat hij verscheidene waarschuwingen had gekregen van het personeel omdat hij de gewoonte had zich te verbergen in het vrouwentoilet. Fujiwara en andere vrouwelijke sterren zouden zich in dit toilet omgekleed hebben in de periode dat Tashiro daar binnen was. Hij werd verdacht van het plaatsen van een kleine camera in het toilet.

### Provisionele winnaar vanTIME Magazinehet "Person of the Year Award" in2001
Deze titel kreeg Tashiro in 2001. Het is mogelijk dat hij dit verdiende doordat een aantal programmeurs scriptjes hadden gekregen om automatisch te stemmen op de website van de Time. Zulke scriptjes waren bijvoorbeeld de "Tashiro Cannon" (田代砲 Tashiro-hō), de "Mega particle Tashiro Cannon" (メガ粒子田代砲 Mega ryūshi Tashiro-hō), de "Repeating 25 punch Tashiro Cannon" (25連打田代砲 Nijyūgo renda Tashiro-hō), de "Super Tashiro Cannon" (超田代砲 Chō Tashiro-hō) etc.